# Alicia Puccio
Alicia Adriana Puccio Vivanco (Santiago de Chile, 22 de octubre de 1931 -Santiago, 3 de septiembre de 2024) fue una cantante chilena y directora de la Academia de Canto Alicia Puccio.

## Primeros años de vida
Era hija de Carlos Puccio Guzmán y de Cristina Vivanco Ferrada, “una mujer de apellido muy vinoso, con hermanos ricos, pero ella quedó viuda muy joven y no sabía hacer nada. Luego fue profesora de piano. Como no teníamos muy buena situación económica, una pariente nos mandó a clases de guitarra, nos regaló una clase donde la Carmen Cuevas Mackenna. Llegamos a la clase y era un desorden terrible, todo mezclado, los que tocan con los que no tocan y ahí llegamos con mi hermana. Ella estaba enseñando una canción de Jaime Atria y al final de la clase se copiaba la canción. En la casa la saqué y cuando llegamos a la clase siguiente, Carmen dijo que no importaba, que no teníamos que tocarla… ustedes no, no la alcanzaron a pasar y nosotros la tocamos entera y la cantamos a dos voces”, fue natural convertirse en artista y luego en docente. Alicia creció en un ambiente musical y disfrutó del aprendizaje constante que se daba en casa. 
Contrajo matrimonio con Manuel Warnken Herrera.

## Vida artística
Comenzó a cantar a los cinco años, a los 17 ya daba sus primeras clases de guitarra y pocos años después formaría la academia que lleva su nombre y por la que han pasado al menos cuatro generaciones de chilenos a los que les ha enseñado a amar la música.
Hay muchas anécdotas que reflejan lo que era la televisión en esos años y la importancia de su figura para los chilenos. “Hicimos tantas cosas, con Eugenio Tironi, la Ruby Anne Gumpertz, antes del canal 13. Mientras otros duermen siesta, era un espacio que tuve en el programa de Mireya Latorre. Yo enseñaba a tocar guitarra, enseñaba la canción  y pregunté en el canal, si la gente podía ir a buscar la hoja (del tema y los acordes). La enseñaba…bien lento, al aire ¡imagínate! (ríe) y cuando digo que pueden ir a buscar la hoja, a la media hora había una fila que daba vuelta la calle Tarapacá y hubo que llamar a los carabineros. Entonces me prohibieron regalar la hoja de la canción”.
Asegura que todas esas situaciones en TV, la ayudaron a formar un nombre y que gracias a su organización y método, más el amor por lo que hace siempre ha tenido a mucha gente en su academia.
Con su grupo infantil de canto y en asociación con Gabriela Velasco, para su programa de TV realizaron un LP "Feliz en tu Día", lanzándolo el 3 de agosto del 1979.
Como integrante de Las Cuatro Brujas, el conjunto gana el premio al mejor intérprete en el Festival de Viña de Mar de 1989 con la canción "Rin para enamorarse" de Scottie Scott.
En 1999, Canal 13 toma la concesión del Festival de la Canción de Viña del Mar, y como forma de celebrar los 40 años del festival, se decidió que en la competencia internacional y folclórica de la versión de 2000, estuvieran las mejores canciones que hayan participado en el festival. Por eso, para las canciones chilenas, se organizó una preselección donde participaron 10 canciones, que fueron consideradas las más emblemáticas de la historia del festival. Entre ellas, estaba el tema "La burrerita", del autor Sofanor Tobar, ganadora en 1966, que en dicha ocasión fue defendida por Las Cuatro Brujas, que entre ellas se contaba a Alicia Puccio.
En el Festival del Huaso de Olmué de 2011, fue miembro del jurado.